# ITIL

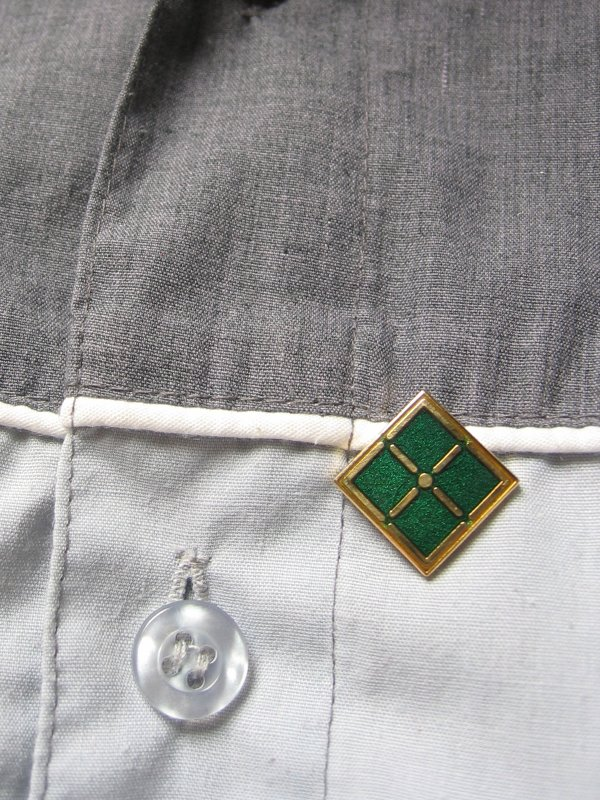

ITIL(IT Infrastructure Library)은 IT 서비스 관리에 대한 프레임워크 구현을 돕기 위한 문서들의 집합이다. 과거에 많은 기업들의 IT 조직이 내부적으로 기술 중심으로 업무를 집중하는 반면, 현재의 IT조직은 비즈니스 조직의 요구사항에 따라 IT서비스 품질 향상에 역량을 집중하고 있으며 고객 지향적인 접근방식을 채택하고 있다. ITIL은 영국 정부의 지적 소유물이자 등록 상표로서, 현재 최신판은 2019년 버전이다. ITIL은 영국뿐 아니라 전 세계 IT 서비스 관리에 대한 사실상의 표준(de-facto standards)으로 자리잡고 있다.

## ITIL 역사
- 버전 1 : 1980년대 영국 정부의 CCTA(중앙컴퓨터통신부)는 IT에 대한 의존성이 증가함에 따라 정부 기관과 민간 영역이 각자 자신들만의 독립적인 IT 관리 기준을 만들지 않도록 표준적인 참고 문헌을 개발했다. W. Edwards Deming의 PDCA(=Plan-Do-Check-Act) 사이클 개념에 기초하여 IT 서비스의 전문 분야에 대한 여러 권의 서적을 모아서 출판했다. 1989년에서 1996년 사이에 ITIL 버전 1에 기반한 서적이 30권 이상으로 급속히 증가했다.
- 버전 2 : 2000년~2001년 사이에 ITIL 버전 2가 발표되었다. IT 관리, 응용 프로그램, 서비스 등 총9개의 논리적 분야로 나누어 서술되었다. 기존의 ITIL에 비해 훨씬 더 광범위하게 보급, 전파, 확산되었다. 2001년 영국 정부의 CCTA가 영국 재무부의 OGC(조달청)로 통합되었다. 2006년에는 ITIL v2 용어집이 출판되었다.
- 2007 버전 : 2007년 영국 재무부 산하 OGC는 ITIL 버전 3을 발표했다. ITIL 버전 3은 ITIL Refresh Project 또는 ITIL 2007판이라고 알려졌다. 총26개의 과정과 기능으로 구성되어 있고, 서비스 라이프 사이클 구조에 따라 정렬되어 총5권의 서적으로 묶여졌다.
- 2011 버전 : 2011년 7월 기존의 ITIL 2007판을 개선하여 ITIL 2011판이 출판되었다. 영국 재무부 산하의 OGC가 내각에 통합됨에 따라 ITIL 2011판의 소유권은 영국 정부에 속하게 되었다.
- 2019 버전 : 2019년 2월 ITIL 4는 ITIL 프레임 워크를 최신 상태로 유지하여 서비스 관리에 대한 전체적인 접근 방식을 도입하고 '수요에서 가치에 이르는 엔드 투 엔드 서비스 관리'에 중점을 두게 되었다.

## ITIL 4
현재 버전의 ITIL은 2019년에 출시되었다. V4에는 특히 협업 환경에서 ITIL 사용에 대한 보다 실용적인 지침이 있다. 이를 통해 조직은 ITIL을 DevOps, Agile 및 Lean 작업 방식과 쉽게 조정할 수 있다. ITIL V4는 보다 총체적인 서비스 관리 철학을 채택하여 오늘날의 IT 환경에 보다 광범위하고 포괄적이다.
ITIL 4 프레임워크의 주요 구성 요소는 ITIL(서비스 가치 시스템)과 4차원 모델이다.

## ITIL 서비스 프로세스 구성
ITIL의 v2의 핵심 구성요소는 크게 서비스 제공(service delivery)과 서비스 지원(service support)의 두 영역으로 구분된다.
| 영역                           | 구성 프로세스         | Process                       | 주요 활동                                                    |
| ------------------------------ | --------------------- | ----------------------------- | ------------------------------------------------------------ |
| 서비스 제공 (Service Delivery) | 서비스 수준 관리      | Service Level Management      | 서비스 품질 관리                                             |
| 서비스 제공 (Service Delivery) | 용량 관리             | Capacity Management           | 업무 부하 예측 및 자원 스케줄링                              |
| 서비스 제공 (Service Delivery) | 가용성 관리           | Availability Management       | 예상 실패 관리                                               |
| 서비스 제공 (Service Delivery) | 재무 관리             | Financial Management          | 비용 식별 및 계산 관리                                       |
| 서비스 제공 (Service Delivery) | IT 서비스 연속성 관리 | Service Continuity Management | 재난 복구 관리 및 대안 관리                                  |
| 서비스 지원 (Service Support)  | 서비스 데스크         | Service Desk                  | 고객 문의 처리                                               |
| 서비스 지원 (Service Support)  | 인시던트 관리         | Incident Management           | 장애 발생 처리 수준 결정 및 처리                             |
| 서비스 지원 (Service Support)  | 문제 관리             | Problem Management            | 서비스 실패 사례 점검                                        |
| 서비스 지원 (Service Support)  | 변경 관리             | Change Management             | 서비스 관련 프로세스 변화 관리                               |
| 서비스 지원 (Service Support)  | 구성 관리(형상 관리)  | Configuration Management      | 시스템 구성 요소의 기능적 및 물리적 특성 문서화 및 상황 기록 |
| 서비스 지원 (Service Support)  | 릴리즈 관리           | Release Management            | 승인된 소프트웨어 저장 출시 및 배포 관리                     |

## 같이 보기
- ISO/IEC 20000